# Pennies from Heaven (1936)
Pennies from Heaven (Brasil: Dinheiro do Céu / Portugal: Tudo a Cantar) é um filme norte-americano de 1936, do gênero comédia musical, dirigido por Norman Z. McLeod e estrelado por Bing Crosby e Madge Evans.
Emprestado pela Paramount Pictures, este é o único filme de Bing Crosby na Columbia Pictures. Entre outras, Crosby canta a clássica canção título, indicada ao Oscar. Outro destaque são as presenças de Louis Armstrong e Lionel Hampton.

## Sinopse
Cantor sempre acompanhado de um alaúde, Larry Poole acaba na prisão por um caso de contrabando. Lá, promete a um dos condenados que, assim que sair, vai procurar a família do homem que ele matou. A família é formada por Gramp Smith e a sobrinha de dez anos, Patsy. Larry se envolve tanto com os dois que acaba com mais responsabilidades do que pode lidar.

## Premiações
| Patrocinador                                  | Prêmio | Categoria              | Situação |
| --------------------------------------------- | ------ | ---------------------- | -------- |
| Academia de Artes e Ciências Cinematográficas | Oscar  | Melhor Canção Original | Indicado |

## Elenco
| Ator/Atriz      | Personagem             |
| --------------- | ---------------------- |
| Bing Crosby     | Larry Poole            |
| Madge Evans     | Susan Sprague          |
| Edith Fellows   | Patsy Smith            |
| Louis Armstrong | Henry                  |
| Donald Meek     | Gramp Smith            |
| John Gallaudet  | J. C. Hart             |
| William Stack   | Clarence B. Carmichael |
| Nana Bryant     | Senhorita Howard       |
| Tom Dugan       | Crowbar Miller         |
| Nydia Westman   | Slavey                 |
| Lionel Hampton  | Membro da banda        |